# فولتا كولومبيا 2023
فولتا كولومبيا 2023 (بالإسبانية: Vuelta a Colombia 2023)‏ هو سباق دراجات هوائية، وهو الموسم الثالث والسبعين من فولتا كولومبيا، وأقيم خلال الفترة من 16 يونيو 2023، وحتى 25 يونيو 2023 ضمن سباقات طواف أمريكا للدراجات 2023، وشارك فيه  164 متسابقاً ووصل إلى نهايته  121 متسابقاً.
فاز بالمركز الأول وفي ترتيب النقاط وفي تصنيف الجبال ميغل أنغل لوبز، وفاز بالمركز الثاني رودريغو كونتريرز، وفاز بالمركز الثالث Wilson Peña ‏، وفاز في ترتيب النقاط للشباب Diego Pescador ‏، وفاز في ترتيب الفرق Medellín-EPM 2023 ‏، وفاز في تصنيف السرعة فايمار رولدان ‏.

## الفرق
| فرق قارية (6)- ميديلين ‏ - Team Banco Guayaquil–Bianchi ‏ - Movistar–Best PC ‏ - Petrolike ‏ - فريق بيو ريكو للدراجات ‏ - أندروني جوكاتولي-سيدرمك ‏ فرق دراجات هواة (19)- زيرو أونو كانيل ‏ - Supergiros–Alcaldía de Manizales ‏ - Indeportes Boyacá Avanza‏ - Orgullo Paisa ‏ - Nu Colombia ‏ - Corratec America Racing Team‏ - Aguardiente Néctar - WCargo - Indeportes Cundinamarca‏ - Colombia Potencia de la Vida–Strongman ‏ - Team Sistecrédito ‏ - Ingeniería de Vías‏ - Avinal-Alcaldía de Carmen de Viboral‏ - EBSA Empresa de Energía Boyacá‏ - La Gran Vía-FyF‏ - Team Fundecom-Calzado Goci‏ - Depormundo‏ - Inder Santander-Liciclismo‏ - Tolima es Pasión - Alcaldía de Ipiales‏ - Liciclismo Boyacá‏ - Team Inder Huila-Byy Iowa‏ |  |
| |  |

## المراحل
| قائمة المراحل | قائمة المراحل | قائمة المراحل                         | قائمة المراحل         | قائمة المراحل | قائمة المراحل | قائمة المراحل        | قائمة المراحل  |
| المرحلة       | التاريخ       | الدورة                                |                       | المسافة (كم)  | الارتفاع      | الفائز بالمرحلة      | القائد العام   |
| ------------- | ------------- | ------------------------------------- | --------------------- | ------------- | ------------- | -------------------- | -------------- |
| المقدمة       | 16 يونيو      | يوبال – يوبال                         | مرحلة سباق الزمن فردي | 7٫8           | 30 م          | ميغل أنغل لوبز       | ميغل أنغل لوبز |
| المرحلة 1     | 17 يونيو      | يوبال – يوبال                         | مرحلة التلال          | 197٫3         | 1٬943 م       | ميغل أنغل لوبز       | ميغل أنغل لوبز |
| المرحلة 2     | 18 يونيو      | Tibasosa ‏ – Gachancipá ‏               | مرحلة التلال          | 160٫1         | 2٬017 م       | Jonathan Guatibonza ‏ | ميغل أنغل لوبز |
| المرحلة 3     | 19 يونيو      | إيباغيه – إيباغيه                     | مرحلة التلال          | 105           | 1٬637 م       | ميغل أنغل لوبز       | ميغل أنغل لوبز |
| المرحلة 4     | 20 يونيو      | إيباغيه – Alto de La Línea ‏           | مرحلة جبلية           | 119٫3         | 3٬662 م       | ميغل أنغل لوبز       | ميغل أنغل لوبز |
| المرحلة 5     | 21 يونيو      | Dosquebradas ‏ – Belalcázar, Caldas ‏   | مرحلة جبلية           | 165٫5         | 3٬457 م       | ميغل أنغل لوبز       | ميغل أنغل لوبز |
| المرحلة 6     | 22 يونيو      | La Virginia ‏ – Apía, Risaralda ‏       | مرحلة جبلية           | 164٫8         | 2٬820 م       | ميغل أنغل لوبز       | ميغل أنغل لوبز |
| المرحلة 7     | 23 يونيو      | بيريرا – مانيزاليس                    | مرحلة جبلية           | 195٫9         | 4٬013 م       | ميغل أنغل لوبز       | ميغل أنغل لوبز |
| المرحلة 8     | 24 يونيو      | La Pintada, Antioquia ‏ – Cañasgordas ‏ | مرحلة متوسطة          | 179٫7         | 4٬045 م       | ميغل أنغل لوبز       | ميغل أنغل لوبز |
| المرحلة 9     | 25 يونيو      | لا سيخا – لا سيخا                     | مرحلة سباق الزمن فردي | 42            | 487 م         | ميغل أنغل لوبز       | ميغل أنغل لوبز |

## النتيجة

### مرحلة 0
هي مرحلة من نوع سباق زمن فردي، أقيمت في 16 يونيو 2023، وامتدّت لمسافة 7.8 كيلومتر. فاز بالمركز الأول، وتصدر الترتيب العام في نهاية المرحلة ميغل أنغل لوبز، وتصدر ترتيب السرعة رودريغو كونتريرز، وتصدر ترتيب النقاط للشباب سانتياغو راميريز، وتصدر ترتيب التسلق فابيو دوارتي، وتصدر ترتيب النقاط Juan Manuel Barbosa ‏، وتصدر ترتيب الفرق Medellín-EPM 2023 ‏.
| التصنيف العام         | التصنيف العام           | التصنيف العام                           | التصنيف العام | التصنيف العام |
| العداء                | العداء                  | الفريق                                  | الوقت         |               |
| --------------------- | ----------------------- | --------------------------------------- | ------------- | ------------- |
| 1                     | ميغل أنغل لوبز          | ميديلين ‏                                | 10 د 05 ث     |               |
| 2                     | فابيو دوارتي            | ميديلين ‏                                | + 17 ث        |               |
| 3                     | رودريغو كونتريرز        | Colombia Potencia de la Vida–Strongman ‏ | + 18 ث        |               |
| 4                     | روبيزون أويولا          | ميديلين ‏                                | + 20 ث        |               |
| 5                     | Juan Manuel Barboza ‏    | Orgullo Paisa ‏                          | + 22 ث        |               |
| 6                     | أوسكار سبييا ريبيرا     | ميديلين ‏                                | + 22 ث        |               |
| 7                     | Brayan Sánchez ‏         | ميديلين ‏                                | + 35 ث        |               |
| 8                     | وينر أنكونا             | Colombia Potencia de la Vida–Strongman ‏ | + 36 ث        |               |
| 9                     | سانتياغو راميريز        | Orgullo Paisa ‏                          | + 37 ث        |               |
| 10                    | Santiago Ramírez Duque ‏ | Avinal-Alcaldía de Carmen de Viboral ‏   | + 37 ث        |               |
|                       |                         |                                         |               |               |
| مصدر: ProCyclingStats |                         |                                         |               |               |

### مرحلة 1
هي مرحلة جبلية، أقيمت في 17 يونيو 2023، وامتدّت لمسافة 197.3 كيلومتر. فاز بالمركز الأول، وتصدر الترتيب العام في نهاية المرحلة وترتيب النقاط ميغل أنغل لوبز، وتصدر ترتيب النقاط للشباب سانتياغو راميريز، وتصدر ترتيب التسلق Juan Tito Rendón ‏، وتصدر ترتيب الفرق Medellín-EPM 2023 ‏، وتصدر ترتيب السرعة فايمار رولدان ‏.
| التصنيف العام         | التصنيف العام           | التصنيف العام                           | التصنيف العام | التصنيف العام |
| العداء                | العداء                  | الفريق                                  | الوقت         |               |
| --------------------- | ----------------------- | --------------------------------------- | ------------- | ------------- |
| 1                     | ميغل أنغل لوبز          | ميديلين ‏                                | 4 س 46 د 11 ث |               |
| 2                     | فابيو دوارتي            | ميديلين ‏                                | + 27 ث        |               |
| 3                     | رودريغو كونتريرز        | Colombia Potencia de la Vida–Strongman ‏ | + 28 ث        |               |
| 5                     | Juan Manuel Barboza ‏    | Orgullo Paisa ‏                          | + 32 ث        |               |
| 6                     | أوسكار سبييا ريبيرا     | ميديلين ‏                                | + 32 ث        |               |
| 7                     | Brayan Sánchez ‏         | ميديلين ‏                                | + 45 ث        |               |
| 8                     | وينر أنكونا             | Colombia Potencia de la Vida–Strongman ‏ | + 46 ث        |               |
| 9                     | سانتياغو راميريز        | Orgullo Paisa ‏                          | + 47 ث        |               |
| 10                    | Santiago Ramírez Duque ‏ | Avinal-Alcaldía de Carmen de Viboral ‏   | + 47 ث        |               |
|                       |                         |                                         |               |               |
| مصدر: ProCyclingStats |                         |                                         |               |               |

### مرحلة 2
هي مرحلة جبلية، أقيمت في 18 يونيو 2023، وامتدّت لمسافة 160.1 كيلومتر. فاز بالمركز الأول Jonathan Guatibonza ‏، وتصدر ترتيب النقاط للشباب Andrés Mancipe ‏، وتصدر الترتيب العام في نهاية المرحلة وترتيب النقاط ميغل أنغل لوبز، وتصدر ترتيب السرعة فايمار رولدان ‏، وتصدر ترتيب التسلق روبنسون أورتيغا ‏، وتصدر ترتيب الفرق GW Shimano-Sidermec 2023 ‏.
| التصنيف العام         | التصنيف العام           | التصنيف العام                           | التصنيف العام | التصنيف العام |
| العداء                | العداء                  | الفريق                                  | الوقت         |               |
| --------------------- | ----------------------- | --------------------------------------- | ------------- | ------------- |
| 1                     | ميغل أنغل لوبز          | ميديلين ‏                                | 8 س 46 د 00 ث |               |
| 2                     | فابيو دوارتي            | ميديلين ‏                                | + 34 ث        |               |
| 3                     | رودريغو كونتريرز        | Colombia Potencia de la Vida–Strongman ‏ | + 35 ث        |               |
| 4                     | Santiago Ramírez Duque ‏ | Avinal-Alcaldía de Carmen de Viboral ‏   | + 54 ث        |               |
| 5                     | Daniel Méndez ‏          | Nu Colombia ‏                            | + 1 د 01 ث    |               |
| 6                     | Yeison Andrés Chaparro ‏ | EBSA Empresa de Energía Boyacá ‏         | + 1 د 02 ث    |               |
| 7                     | Andrés Mancipe ‏         | أندروني جوكاتولي-سيدرمك ‏                | + 1 د 02 ث    |               |
| 8                     | David Santiago Gómez ‏   | Sistecrédito-GW ‏                        | + 1 د 04 ث    |               |
| 9                     | دانيال مونيوث           | Nu Colombia ‏                            | + 1 د 04 ث    |               |
| 10                    | Wilson Peña ‏            | Sistecrédito-GW ‏                        | + 1 د 06 ث    |               |
|                       |                         |                                         |               |               |
| مصدر: ProCyclingStats |                         |                                         |               |               |

### مرحلة 3
هي مرحلة جبلية، أقيمت في 19 يونيو 2023، وامتدّت لمسافة 105 كيلومتر. فاز بالمركز الأول، وتصدر الترتيب العام في نهاية المرحلة وترتيب النقاط ميغل أنغل لوبز، وتصدر ترتيب النقاط للشباب Andrés Mancipe ‏، وتصدر ترتيب السرعة فايمار رولدان ‏، وتصدر ترتيب التسلق روبنسون أورتيغا ‏، وتصدر ترتيب الفرق GW Shimano-Sidermec 2023 ‏.
| التصنيف العام         | التصنيف العام           | التصنيف العام                           | التصنيف العام  | التصنيف العام |
| العداء                | العداء                  | الفريق                                  | الوقت          |               |
| --------------------- | ----------------------- | --------------------------------------- | -------------- | ------------- |
| 1                     | ميغل أنغل لوبز          | ميديلين ‏                                | 11 س 16 د 17 ث |               |
| 2                     | فابيو دوارتي            | ميديلين ‏                                | + 47 ث         |               |
| 3                     | رودريغو كونتريرز        | Colombia Potencia de la Vida–Strongman ‏ | + 48 ث         |               |
| 4                     | سانتياغو راميريز        | Avinal-Alcaldía de Carmen de Viboral ‏   | + 1 د 07 ث     |               |
| 5                     | دانيال مونيوث           | Nu Colombia ‏                            | + 1 د 13 ث     |               |
| 6                     | Daniel Méndez ‏          | Nu Colombia ‏                            | + 1 د 14 ث     |               |
| 7                     | Yeison Andrés Chaparro ‏ | EBSA Empresa de Energía Boyacá ‏         | + 1 د 15 ث     |               |
| 8                     | Andrés Mancipe ‏         | أندروني جوكاتولي-سيدرمك ‏                | + 1 د 15 ث     |               |
| 9                     | David Santiago Gómez ‏   | Sistecrédito-GW ‏                        | + 1 د 17 ث     |               |
| 10                    | Wilson Peña ‏            | Sistecrédito-GW ‏                        | + 1 د 19 ث     |               |
|                       |                         |                                         |                |               |
| مصدر: ProCyclingStats |                         |                                         |                |               |

### مرحلة 4
هي مرحلة جبلية، أقيمت في 20 يونيو 2023، وامتدّت لمسافة 119.3 كيلومتر. فاز بالمركز الأول، وتصدر الترتيب العام في نهاية المرحلة وترتيب النقاط وترتيب التسلق ميغل أنغل لوبز، وتصدر ترتيب النقاط للشباب Andrés Mancipe ‏، وتصدر ترتيب الفرق Nu Colombia ‏، وتصدر ترتيب السرعة فايمار رولدان ‏.
| التصنيف العام         | التصنيف العام          | التصنيف العام                           | التصنيف العام  | التصنيف العام |
| العداء                | العداء                 | الفريق                                  | الوقت          |               |
| --------------------- | ---------------------- | --------------------------------------- | -------------- | ------------- |
| 1                     | ميغل أنغل لوبز         | ميديلين ‏                                | 14 س 50 د 54 ث |               |
| 2                     | رودريغو كونتريرز       | Colombia Potencia de la Vida–Strongman ‏ | + 1 د 45 ث     |               |
| 3                     | Daniel Méndez ‏         | Nu Colombia ‏                            | + 1 د 52 ث     |               |
| 4                     | كريستيان كاميلو مونيوث | Nu Colombia ‏                            | + 2 د 28 ث     |               |
| 5                     | Marco Suesca ‏          | Movistar–Best PC ‏                       | + 2 د 34 ث     |               |
| 6                     | Wilson Peña ‏           | Sistecrédito-GW ‏                        | + 2 د 39 ث     |               |
| 7                     | Rafael Pineda ‏         | Colombia Potencia de la Vida–Strongman ‏ | + 2 د 50 ث     |               |
| 8                     | Óscar Fernández ‏       | Boyacá Raza de Campeones ‏               | + 3 د 06 ث     |               |
| 9                     | أنخيل سانشيز ‏          | Nu Colombia ‏                            | + 3 د 10 ث     |               |
| 10                    | أوسكار سبييا ريبيرا    | ميديلين ‏                                | + 3 د 11 ث     |               |
|                       |                        |                                         |                |               |
| مصدر: ProCyclingStats |                        |                                         |                |               |

### مرحلة 5
هي مرحلة جبلية، أقيمت في 21 يونيو 2023، وامتدّت لمسافة 165.5 كيلومتر. فاز بالمركز الأول، وتصدر الترتيب العام في نهاية المرحلة وترتيب النقاط وترتيب التسلق ميغل أنغل لوبز، وتصدر ترتيب الفرق Nu Colombia ‏، وتصدر ترتيب النقاط للشباب Juan Sebastian Pinilla ‏، وتصدر ترتيب السرعة فايمار رولدان ‏.
| التصنيف العام         | التصنيف العام          | التصنيف العام                                          | التصنيف العام  | التصنيف العام |
| العداء                | العداء                 | الفريق                                                 | الوقت          |               |
| --------------------- | ---------------------- | ------------------------------------------------------ | -------------- | ------------- |
| 1                     | ميغل أنغل لوبز         | ميديلين ‏                                               | 19 س 05 د 08 ث |               |
| 2                     | Daniel Méndez ‏         | Nu Colombia ‏                                           | + 2 د 12 ث     |               |
| 3                     | Wilson Peña ‏           | Sistecrédito-GW ‏                                       | + 2 د 51 ث     |               |
| 4                     | رودريغو كونتريرز       | Colombia Potencia de la Vida–Strongman ‏                | + 3 د 26 ث     |               |
| 5                     | أنخيل سانشيز ‏          | Nu Colombia ‏                                           | + 3 د 34 ث     |               |
| 6                     | كريستيان كاميلو مونيوث | Nu Colombia ‏                                           | + 3 د 39 ث     |               |
| 7                     | Marco Suesca ‏          | Movistar–Best PC ‏                                      | + 3 د 45 ث     |               |
| 8                     | أوسكار سبييا ريبيرا    | ميديلين ‏                                               | + 4 د 22 ث     |               |
| 9                     | روبنسون فابيان لوبيز ‏  | Aguardiente Néctar - WCargo - Indeportes Cundinamarca ‏ | + 4 د 24 ث     |               |
| 10                    | Óscar Fernández ‏       | Nu Colombia ‏                                           | + 4 د 47 ث     |               |
|                       |                        |                                                        |                |               |
| مصدر: ProCyclingStats |                        |                                                        |                |               |

### مرحلة 6
هي مرحلة جبلية، أقيمت في 22 يونيو 2023، وامتدّت لمسافة 164.8 كيلومتر. فاز بالمركز الأول، وتصدر ترتيب النقاط وترتيب التسلق والترتيب العام في نهاية المرحلة ميغل أنغل لوبز، وتصدر ترتيب الفرق Nu Colombia ‏، وتصدر ترتيب النقاط للشباب Juan Sebastian Pinilla ‏، وتصدر ترتيب السرعة فايمار رولدان ‏.
| التصنيف العام         | التصنيف العام          | التصنيف العام                                          | التصنيف العام  | التصنيف العام |
| العداء                | العداء                 | الفريق                                                 | الوقت          |               |
| --------------------- | ---------------------- | ------------------------------------------------------ | -------------- | ------------- |
| 1                     | ميغل أنغل لوبز         | ميديلين ‏                                               | 23 س 04 د 51 ث |               |
| 2                     | Wilson Peña ‏           | Sistecrédito-GW ‏                                       | + 3 د 24 ث     |               |
| 3                     | Daniel Méndez ‏         | Nu Colombia ‏                                           | + 3 د 34 ث     |               |
| 4                     | أنخيل سانشيز ‏          | Nu Colombia ‏                                           | + 4 د 22 ث     |               |
| 5                     | رودريغو كونتريرز       | Colombia Potencia de la Vida–Strongman ‏                | + 4 د 24 ث     |               |
| 6                     | كريستيان كاميلو مونيوث | Nu Colombia ‏                                           | + 4 د 52 ث     |               |
| 7                     | Marco Suesca ‏          | Movistar–Best PC ‏                                      | + 4 د 58 ث     |               |
| 8                     | روبنسون فابيان لوبيز ‏  | Aguardiente Néctar - WCargo - Indeportes Cundinamarca ‏ | + 5 د 17 ث     |               |
| 9                     | Óscar Fernández ‏       | Nu Colombia ‏                                           | + 5 د 58 ث     |               |
| 10                    | أوسكار سبييا ريبيرا    | ميديلين ‏                                               | + 6 د 01 ث     |               |
|                       |                        |                                                        |                |               |
| مصدر: ProCyclingStats |                        |                                                        |                |               |

### مرحلة 7
هي مرحلة جبلية، أقيمت في 23 يونيو 2023، وامتدّت لمسافة 195.9 كيلومتر. فاز بالمركز الأول، وتصدر ترتيب النقاط وترتيب التسلق والترتيب العام في نهاية المرحلة ميغل أنغل لوبز، وتصدر ترتيب النقاط للشباب Juan Sebastian Pinilla ‏، وتصدر ترتيب الفرق Medellín-EPM 2023 ‏، وتصدر ترتيب السرعة فايمار رولدان ‏.
| التصنيف العام         | التصنيف العام          | التصنيف العام                                          | التصنيف العام  | التصنيف العام |
| العداء                | العداء                 | الفريق                                                 | الوقت          |               |
| --------------------- | ---------------------- | ------------------------------------------------------ | -------------- | ------------- |
| 1                     | ميغل أنغل لوبز         | ميديلين ‏                                               | 28 س 16 د 56 ث |               |
| 2                     | Wilson Peña ‏           | Sistecrédito-GW ‏                                       | + 4 د 10 ث     |               |
| 3                     | رودريغو كونتريرز       | Colombia Potencia de la Vida–Strongman ‏                | + 5 د 32 ث     |               |
| 4                     | Daniel Méndez ‏         | Nu Colombia ‏                                           | + 5 د 54 ث     |               |
| 5                     | أنخيل سانشيز ‏          | Nu Colombia ‏                                           | + 6 د 00 ث     |               |
| 6                     | Óscar Fernández ‏       | Nu Colombia ‏                                           | + 6 د 49 ث     |               |
| 7                     | Aldemar Reyes ‏         | ميديلين ‏                                               | + 7 د 03 ث     |               |
| 8                     | كريستيان كاميلو مونيوث | Nu Colombia ‏                                           | + 7 د 12 ث     |               |
| 9                     | روبنسون فابيان لوبيز ‏  | Aguardiente Néctar - WCargo - Indeportes Cundinamarca ‏ | + 7 د 28 ث     |               |
| 10                    | أوسكار سبييا ريبيرا    | ميديلين ‏                                               | + 7 د 59 ث     |               |
|                       |                        |                                                        |                |               |
| مصدر: ProCyclingStats |                        |                                                        |                |               |

### مرحلة 8
هي مرحلة جبلية متوسطة، أقيمت في 24 يونيو 2023، وامتدّت لمسافة 179.7 كيلومتر. فاز بالمركز الأول، وتصدر ترتيب النقاط وترتيب التسلق والترتيب العام في نهاية المرحلة ميغل أنغل لوبز، وتصدر ترتيب الفرق Nu Colombia ‏، وتصدر ترتيب النقاط للشباب Juan Sebastian Pinilla ‏، وتصدر ترتيب السرعة فايمار رولدان ‏.
| التصنيف العام         | التصنيف العام          | التصنيف العام                                          | التصنيف العام  | التصنيف العام |
| العداء                | العداء                 | الفريق                                                 | الوقت          |               |
| --------------------- | ---------------------- | ------------------------------------------------------ | -------------- | ------------- |
| 1                     | ميغل أنغل لوبز         | ميديلين ‏                                               | 33 س 42 د 13 ث |               |
| 2                     | Wilson Peña ‏           | Sistecrédito-GW ‏                                       | + 6 د 17 ث     |               |
| 3                     | رودريغو كونتريرز       | Colombia Potencia de la Vida–Strongman ‏                | + 7 د 12 ث     |               |
| 4                     | أنخيل سانشيز ‏          | Nu Colombia ‏                                           | + 10 د 25 ث    |               |
| 5                     | Óscar Fernández ‏       | Nu Colombia ‏                                           | + 11 د 14 ث    |               |
| 6                     | Aldemar Reyes ‏         | ميديلين ‏                                               | + 12 د 28 ث    |               |
| 7                     | كريستيان كاميلو مونيوث | Nu Colombia ‏                                           | + 12 د 49 ث    |               |
| 8                     | روبنسون فابيان لوبيز ‏  | Aguardiente Néctar - WCargo - Indeportes Cundinamarca ‏ | + 13 د 36 ث    |               |
| 9                     | أوسكار سبييا ريبيرا    | ميديلين ‏                                               | + 14 د 47 ث    |               |
| 10                    | Marco Suesca ‏          | Movistar–Best PC ‏                                      | + 15 د 33 ث    |               |
|                       |                        |                                                        |                |               |
| مصدر: ProCyclingStats |                        |                                                        |                |               |

### مرحلة 9
هي مرحلة من نوع سباق زمن فردي، أقيمت في 25 يونيو 2023، وامتدّت لمسافة 42 كيلومتر. فاز بالمركز الأول، وتصدر ترتيب النقاط وترتيب التسلق والترتيب العام في نهاية المرحلة ميغل أنغل لوبز، وتصدر ترتيب السرعة فايمار رولدان ‏، وتصدر ترتيب الفرق Medellín-EPM 2023 ‏، وتصدر ترتيب النقاط للشباب Diego Pescador ‏.
| التصنيف العام         | التصنيف العام          | التصنيف العام                                          | التصنيف العام  | التصنيف العام |
| العداء                | العداء                 | الفريق                                                 | الوقت          |               |
| --------------------- | ---------------------- | ------------------------------------------------------ | -------------- | ------------- |
| 1                     | ميغل أنغل لوبز         | ميديلين ‏                                               | 33 س 42 د 13 ث |               |
| 2                     | رودريغو كونتريرز       | Colombia Potencia de la Vida–Strongman ‏                | + 6 د 17 ث     |               |
| 3                     | Wilson Peña ‏           | Sistecrédito-GW ‏                                       | + 7 د 12 ث     |               |
| 4                     | Aldemar Reyes ‏         | ميديلين ‏                                               | + 10 د 25 ث    |               |
| 5                     | Óscar Fernández ‏       | Nu Colombia ‏                                           | + 11 د 14 ث    |               |
| 6                     | أوسكار سبييا ريبيرا    | ميديلين ‏                                               | + 12 د 28 ث    |               |
| 7                     | أنخيل سانشيز ‏          | Nu Colombia ‏                                           | + 12 د 49 ث    |               |
| 8                     | كريستيان كاميلو مونيوث | Nu Colombia ‏                                           | + 13 د 36 ث    |               |
| 9                     | Marco Suesca ‏          | Movistar–Best PC ‏                                      | + 14 د 47 ث    |               |
| 10                    | روبنسون فابيان لوبيز ‏  | Aguardiente Néctar - WCargo - Indeportes Cundinamarca ‏ | + 15 د 33 ث    |               |
|                       |                        |                                                        |                |               |
| مصدر: ProCyclingStats |                        |                                                        |                |               |

## التصنيف العام النهائي
| التصنيف العام         | التصنيف العام          | التصنيف العام                                          | التصنيف العام  | التصنيف العام |
| العداء                | العداء                 | الفريق                                                 | الوقت          |               |
| --------------------- | ---------------------- | ------------------------------------------------------ | -------------- | ------------- |
| 1                     | ميغل أنغل لوبز         | ميديلين ‏                                               | 33 س 42 د 13 ث |               |
| 2                     | رودريغو كونتريرز       | Colombia Potencia de la Vida–Strongman ‏                | + 6 د 17 ث     |               |
| 3                     | Wilson Peña ‏           | Sistecrédito-GW ‏                                       | + 7 د 12 ث     |               |
| 4                     | Aldemar Reyes ‏         | ميديلين ‏                                               | + 10 د 25 ث    |               |
| 5                     | Óscar Fernández ‏       | Nu Colombia ‏                                           | + 11 د 14 ث    |               |
| 6                     | أوسكار سبييا ريبيرا    | ميديلين ‏                                               | + 12 د 28 ث    |               |
| 7                     | أنخيل سانشيز ‏          | Nu Colombia ‏                                           | + 12 د 49 ث    |               |
| 8                     | كريستيان كاميلو مونيوث | Nu Colombia ‏                                           | + 13 د 36 ث    |               |
| 9                     | Marco Suesca ‏          | Movistar–Best PC ‏                                      | + 14 د 47 ث    |               |
| 10                    | روبنسون فابيان لوبيز ‏  | Aguardiente Néctar - WCargo - Indeportes Cundinamarca ‏ | + 15 د 33 ث    |               |
|                       |                        |                                                        |                |               |
| مصدر: ProCyclingStats |                        |                                                        |                |               |

### تصنيف النقاط
| تصنيف النقاط          | تصنيف النقاط       | تصنيف النقاط                            | تصنيف النقاط | تصنيف النقاط |
| العداء                | العداء             | الفريق                                  | النقاط       |              |
| --------------------- | ------------------ | --------------------------------------- | ------------ | ------------ |
| 1                     | ميغل أنغل لوبز     | ميديلين ‏                                | 134 نقطة     |              |
| 2                     | Wilson Peña ‏       | Sistecrédito-GW ‏                        | 58 نقطة      |              |
| 3                     | رودريغو كونتريرز   | Colombia Potencia de la Vida–Strongman ‏ | 42 نقطة      |              |
| 4                     | Aldemar Reyes ‏     | ميديلين ‏                                | 39 نقطة      |              |
| 5                     | Óscar Fernández ‏   | Nu Colombia ‏                            | 31 نقطة      |              |
| 6                     | Johan Colón ‏       | Orgullo Paisa ‏                          | 29 نقطة      |              |
| 7                     | أنخيل سانشيز ‏      | Nu Colombia ‏                            | 24 نقطة      |              |
| 8                     | Heberth Gutiérrez ‏ | Nu Colombia ‏                            | 20 نقطة      |              |
| 9                     | Kevin Castillo ‏    | Sistecrédito-GW ‏                        | 18 نقطة      |              |
| 10                    | Juan Diego Hoyos ‏  | Corratec America Racing Team ‏           | 18 نقطة      |              |
|                       |                    |                                         |              |              |
| مصدر: ProCyclingStats |                    |                                         |              |              |

### تصنيف الجبال
| تصنيف الجبال          | تصنيف الجبال       | تصنيف الجبال                            | تصنيف الجبال | تصنيف الجبال |
| العداء                | العداء             | الفريق                                  | النقاط       |              |
| --------------------- | ------------------ | --------------------------------------- | ------------ | ------------ |
| 1                     | ميغل أنغل لوبز     | ميديلين ‏                                | 45 نقطة      |              |
| 2                     | روبنسون أورتيغا ‏   | EBSA Empresa de Energía Boyacá ‏         | 35 نقطة      |              |
| 3                     | Wilson Peña ‏       | Sistecrédito-GW ‏                        | 19 نقطة      |              |
| 4                     | رودريغو كونتريرز   | Colombia Potencia de la Vida–Strongman ‏ | 18 نقطة      |              |
| 5                     | José Ramon Muñiz ‏  | Petrolike ‏                              | 16 نقطة      |              |
| 6                     | Aldemar Reyes ‏     | ميديلين ‏                                | 15 نقطة      |              |
| 7                     | Yonathan Eugenio ‏  | EBSA Empresa de Energía Boyacá ‏         | 13 نقطة      |              |
| 8                     | Óscar Fernández ‏   | Nu Colombia ‏                            | 12 نقطة      |              |
| 9                     | هاينر بارا         | زيرو أونو كانيل ‏                        | 10 نقطة      |              |
| 10                    | Cristhian Montoya ‏ | Team Banco Guayaquil–Bianchi ‏           | 10 نقطة      |              |
|                       |                    |                                         |              |              |
| مصدر: ProCyclingStats |                    |                                         |              |              |

## تصنيف الفرق

### الفرق حسب الوقت
| تصنيف الفرق حسب الوقت | تصنيف الفرق حسب الوقت                                  | تصنيف الفرق حسب الوقت | تصنيف الفرق حسب الوقت |
| الفريق                | الفريق                                                 | الوقت                 |                       |
| --------------------- | ------------------------------------------------------ | --------------------- | --------------------- |
| 1                     | ميديلين ‏                                               | 100 س 58 د 39 ث       |                       |
| 2                     | Nu Colombia ‏                                           | + 8 د 30 ث            |                       |
| 3                     | Sistecrédito-GW ‏                                       | + 14 د 55 ث           |                       |
| 4                     | Colombia Potencia de la Vida–Strongman ‏                | + 23 د 33 ث           |                       |
| 5                     | Team Banco Guayaquil–Bianchi ‏                          | + 48 د 16 ث           |                       |
| 6                     | Petrolike ‏                                             | + 50 د 17 ث           |                       |
| 7                     | Aguardiente Néctar - WCargo - Indeportes Cundinamarca ‏ | + 1 س 07 د 08 ث       |                       |
| 8                     | أندروني جوكاتولي-سيدرمك ‏                               | + 1 س 34 د 57 ث       |                       |
| 9                     | Movistar–Best PC ‏                                      | + 1 س 39 د 34 ث       |                       |
| 10                    | Ingeniería de Vías ‏                                    | + 1 س 50 د 11 ث       |                       |
|                       |                                                        |                       |                       |
| مصدر: ProCyclingStats |                                                        |                       |                       |

## تصانيف فرعية

### تصنيف أفضل عداء
| تصنيف أفضل عداء       | تصنيف أفضل عداء      | تصنيف أفضل عداء                 | تصنيف أفضل عداء | تصنيف أفضل عداء |
| العداء                | العداء               | الفريق                          | النقاط          |                 |
| --------------------- | -------------------- | ------------------------------- | --------------- | --------------- |
| 1                     | فايمار رولدان ‏       | Corratec America Racing Team ‏   | 17 نقطة         |                 |
| 2                     | Didier Merchán ‏      | أندروني جوكاتولي-سيدرمك ‏        | 16 نقطة         |                 |
| 3                     | Johan Colón ‏         | Orgullo Paisa ‏                  | 12 نقطة         |                 |
| 4                     | Juan Diego Hoyos ‏    | Corratec America Racing Team ‏   | 11 نقطة         |                 |
| 5                     | Juan Pablo Restrepo ‏ | EBSA Empresa de Energía Boyacá ‏ | 7 نقطة          |                 |
| 6                     | Felipe Morales ‏      | Team Fundecom-Calzado Goci ‏     | 6 نقطة          |                 |
| 7                     | روبنسون أورتيغا ‏     | EBSA Empresa de Energía Boyacá ‏ | 6 نقطة          |                 |
| 8                     | Edwin Patiño ‏        | Corratec America Racing Team ‏   | 5 نقطة          |                 |
| 9                     | Mauricio Orozco ‏     | Corratec America Racing Team ‏   | 5 نقطة          |                 |
| 10                    | ميغل أنغل لوبز       | ميديلين ‏                        | 4 نقطة          |                 |
|                       |                      |                                 |                 |                 |
| مصدر: ProCyclingStats |                      |                                 |                 |                 |

### تصنيف أفضل شاب
| تصنيف أفضل شاب        | تصنيف أفضل شاب          | تصنيف أفضل شاب                | تصنيف أفضل شاب | تصنيف أفضل شاب |
| العداء                | العداء                  | الفريق                        | الوقت          |                |
| --------------------- | ----------------------- | ----------------------------- | -------------- | -------------- |
| 1                     | Diego Pescador ‏         | أندروني جوكاتولي-سيدرمك ‏      | 33 س 58 د 09 ث |                |
| 2                     | Juan Sebastian Pinilla ‏ | Ingeniería de Vías ‏           | + 49 ث         |                |
| 3                     | Kevin Castillo ‏         | Sistecrédito-GW ‏              | + 1 د 42 ث     |                |
| 4                     | Nixon Efrain Rosero ‏    | Team Banco Guayaquil–Bianchi ‏ | + 5 د 50 ث     |                |
| 5                     | José Ramon Muñiz ‏       | Petrolike ‏                    | + 10 د 15 ث    |                |
|                       |                         |                               |                |                |
| مصدر: ProCyclingStats |                         |                               |                |                |

## وصلات خارجية
- لمحة عن سباق فولتا كولومبيا 2023 على موقع  ProCyclingStats   (برو  سايكلنج  ستاتس) - إحصاءات  محترفي  الدراجات.
- فولتا كولومبيا 2023 على موقع إحصائيات الدراجات الإحترافية (الإنجليزية)